# Ferdinando Maria de Rossi
Ferdinando Maria de Rossi (ur. 3 sierpnia 1696 w Cortonie, zm. 4 lutego 1775 w Rzymie) – włoski kardynał.

## Życiorys
Urodził się 3 sierpnia 1696 roku w Cortonie, jako syn Pietra Paola de Rossiego. Początkowo studiował w Collegio Romano, gdzie uzyskał doktoraty z teologii i filozofii, a następnie przeniósł się na Uniwersytet w Maceracie, gdzie uzyskał doktorat utroque iure. Wkrótce potem został prałatem Jego Świątobliwości, referendarzem Najwyższego Trybunału Sygnatury Apostolskiej i kanonikiem kapituły bazyliki liberiańskiej. 30 marca 1739 roku przyjął święcenia kapłańskie. 20 lipca 1739 roku został wybrany tytularnym arcybiskupem Tarsu, a trzynaście dni później przyjął sakrę. Od 1742 do 1759 był wiceregentem Rzymu, a w międzyczasie został też dziekanem Najwyższego Trybunału Sygnatury Łaski. 1 lutego 1751 roku został łacińskim patriarchą Konstantynopola. Gdy rok później zmarł jego brat, obawiał się, że jego ród nie przetrwa. W 1759 roku, po śmierci Antonia Marii Erba Odescalchiego, przez kilka miesięcy był wikariuszem generalnym Rzymu. Przez całe życie był przychylny zakonowi jezuitów i to dzięki ich protekcji uzyskał promocję kardynalską. 24 września 1759 roku został kreowany kardynałem prezbiterem i otrzymał kościół tytularny San Silvestro in Capite. Cztery dni później został prefektem Kongregacji Soborowej. Gdy w 1767 roku jezuici zostali wydaleni z Hiszpanii, de Rossi był jednym z dwóch kardynałów (obok Carla Cavalchiniego), którzy głosowali za przyjęciem ich w Państwie Kościelnym. Rok później został członkiem grupy kardynałów, mającej reprezentować Stolicę Piotrową w rozmowach rozstrzygających spór z księstwem Parmy. Komisja wydała dokument, w którym odrzuciła wszelkie roszczenia rządu parmeńskiego i potwierdziła starożytne przywileje kościelne. Dokument ten wywołał oburzenie nie tylko w Parmie, ale też w pozostałych prowincjach należących do Burbonów. De Rossi zmarł 4 lutego 1775 roku w Rzymie, w wyniku apopleksji.